# آرون آگوستوس سارجنت
آرون آگوستوس سارجنت (به انگلیسی: Aaron Augustus Sargent) سناتور سابق عضو جمهوری‌خواه بود. وی در سال ۱۸۷۳ تا ۱۸۷۹ میلادی سناتور ایالت کالیفرنیا در سنای ایالات متحده آمریکا بود.